# El prófugo
El prófugo és una pel·lícula argentina de 2021 escrita i dirigida per Natalia Meta i protagonitzada per Érica Rivas, Nahuel Pérez Biscayart i Daniel Hendler.
Va ser seleccionada per a competir per l'Os d'Or de la secció oficial en la 70è Festival Internacional de Cinema de Berlín i per a representar a l'Argentina als Premis Oscar en la categoria «millor pel·lícula internacional». Va ser estrenada el 14 d'octubre de 2021.

## Sinopsi
Inés és una jove que, després d'un episodi traumàtic durant un viatge amb la seva parella, comença a confondre la frontera entre el real i l'imaginari. Vívids malsons i sons recurrents envaeixen la vida quotidiana que porta al costat de la seva mare, fins que assajant per a un concert coneix a Alberto, un jove que s'acomoda al seu món sense qüestionaments. Però Inés no pot evitar una sensació perillosa: hi ha éssers que provenen dels seus somnis. Éssers que volen quedar-se per sempre.

## Repartiment
- Débora Nishimoto com Aiko
- Joaquín Miyazono com Ser Siniestro
- Claudio Marcelo Matsumura com Marido
- Erica Rivas com Inés
- Agustín Rittano com Nelson
- Gabriela Pastor com Hostessa
- Daniel Hendler com Leopoldo
- Brenda Nueya Brito Gutiérrez com Guía Cenote
- Mikel André Lechón Preciat com Albertito
- Guillermo Arengo com Mestre
- Florencia Dyszel com Nancy
- Hai En Qiu com Katsumi
- Cecilia Roth com Marta
- Nahuel Pérez Biscayart com Alberto
- Roberto Saccente com Mestrr Saccente
- Mirta Busnelli com Adela
- Marcelo Gabriel Sztajn com Metge
- Santiago Gallelli com Operador Reemplazo Nelson
- Martín Tchira com Recepcionista
- Diego Hernán Biuso com Operador Walla